# Romániai református egyház
A Romániai Református Egyházat a Királyhágómelléki és az Erdélyi Egyházkerület alkotja. Az egyház tagjainak túlnyomó többsége magyar, és az istentiszteletek nyelve is leginkább magyar (a nagyobb városokban időnként tartanak román és angol nyelvű istentiszteleteket is).
A református egyház a legnépesebb magyar egyház az országban. 1930-ban 710 706 református élt Romániában. 2002-ben 701 077 lakos vallotta magát reformátusnak, ami országos szinten 3,23%-ot tett ki. Az egyház tagjai közül 665 343 (95%) vallotta magát magyarnak. A legtöbben Maros megyében (157 046), Bihar megyében (108 769), Kolozs megyében (86 811) és Kovászna megyében (74 312) élnek.

## Története
Az önálló romániai református egyház története az 1920-as években kezdődött, amikor is, a trianoni békeszerződés következtében kialakult helyzet szükségessé tette a Romániához csatolt területek magyarságának vallási önszerveződését. Romániához csatolták a nagy múltú erdélyi református egyházkerület egészét (a történelmi Erdély területének egyházközségeit), de egy sor további egyházközséget is, több százezer hívővel együtt.
Ezek az egyházközségek zömmel a Tiszántúli református egyházkerülethez tartoztak korábban, és a mai Románia legnyugatibb régióiban helyezkedtek el. Az említett „csonka” egyházkerület Romániához csatolása, illetve az erdélyi református egyházkerület amúgy is meglehetősen nagy kiterjedése indokolta egy új, második egyházkerület létrehozását, Nagyvárad központtal. Az új egyházkerület a királyhágómelléki református egyházkerület nevet kapta, és magába foglalta a Partium, a Bánság és Máramaros Romániához csatolt egyházközségeit. Az új egyházkerület első választott püspöke Sulyok István, bihari esperes, a Romániához csatolt erdélyi egyházkerület püspöke pedig Nagy Károly volt.
A romániai református egyház tehát két egyházkerülettel kezdte meg önálló működését a húszas évek elején. A királyhágómelléki egyházkerületet azonban sem a Román Királyság, sem a második világháború utáni román állam, sem pedig a Román Szocialista Köztársaság vezetése nem ismerte el. Ily módon az egyház kisebbik egyházkerülete (és püspökei) csupán az egyház által elismert módon tevékenykedhetett az 1989-es romániai forradalomig.
A rendszerváltás előtti évtizedek a megmaradásért folytatott csendes küzdelem évtizedei voltak. Az egyházat folyamatos megszorítások, sőt, nem ritkán durva zaklatások is sújtották. Számos lelkészt bebörtönöztek, megszüntették az egyházi intézmények jelentős részét, tulajdonaikat pedig államosították.
A rendszerváltozásban jelentős szerepe volt az egyháznak, elsősorban Tőkés László, későbbi királyhágómelléki püspök és a temesvári egyházközség bátor szerepvállalása révén, mely által a gyülekezet és fiatal lelkésze a temesvári események kirobbantójává vált.
A rendszerváltozást követő években az egyháznak a kommunizmus előtti vallási élet felélesztése, a kivándorlás elleni fellépés, és a jogtalanul elorzott egyházi tulajdonok visszaszerzése lett a legfontosabb feladata. Elszántan küzdött egykori intézményei (főként híres kollégiumai és gimnáziumai) újjáalapításáért és épületeinek visszaszerzéséért.
Ezt végül az 501/2001 számú, az egyházi ingatlanok visszaszolgáltatásáról szóló törvény tette lehetővé. Azóta folyamatosan folynak a visszaigénylések, noha számos körülmény és az általános pénzhiány mellett szándékos akadályoztatásnak is ki vannak téve az ilyen irányú kezdeményezések. Az egyháznak 2010-ig is épületeinek és korábbi javainak csak mintegy kétharmadát sikerült visszaszereznie.

## Egyházszervezet és egyházvezetés
A romániai református egyház, akárcsak a kálvinista egyházak általában, zsinat-presbiteri elv alapján szerveződik. A nyugati kálvinista egyházak többségétől eltérően, és a magyar nyelvű, a Magyarországi Református Egyházból származó Kárpát-medencei református egyházakhoz hasonlóan, részben mégis episzkopális jellegű. Lelkészi hierarchiája történelmi okokból, a katolikus egyházéhoz hasonlóan, hierarchikusan tagolt (a kálvinista egyházak többségében nincsenek püspökök). 

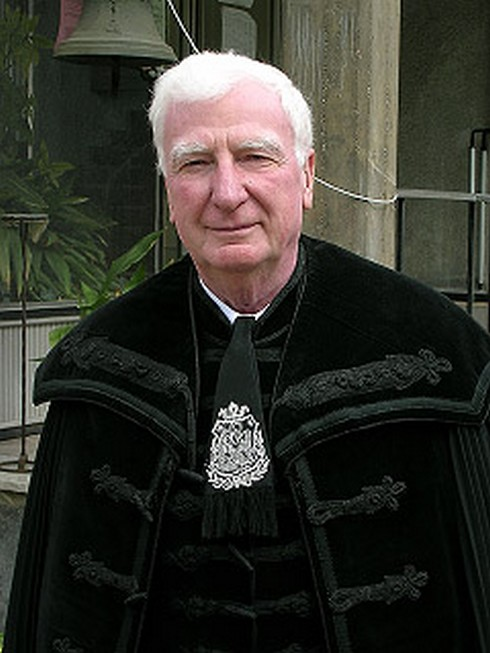
Csiha Kálmán, korábbi erdélyi püspök

Ezt tükrözi az egyház területi felosztása is. Az egyes egyházközségek (melyekhez leány- és szórványegyházközségek is tartozhatnak) egyházmegyékbe, az egyházmegyék pedig egyházkerületekbe szerveződnek. Az egyházkerületek élén választott püspökök, az egyházmegyék élén esperesek állnak. Velük egyenrangú világi vezetők a választott főgondnokok.
A Romániai Református Egyház legfelső döntéshozó szerve a zsinat, melyet társelnökként a püspökök (lelkészi elnökök) és egyházkerületi főgondnokok (világi elnökök) elnökölnek. A Romániai Református Egyháznak nem egyetlen elnök-püspöke és elnök-főgondnoka van. Mindkét egyházkerület püspökei és főgondnokai egyenrangú társelnökök. A zsinatnak azonos számú lelkészi és világi tagja van.
Az egyházszervezet minden szintjén a zsinathoz hasonlóan épül fel a döntéshozó testület. Egyházmegyei szinten az esperesek és a velük egyenrangú egyházmegyei főgondnokok elnöklete alatt működik az egyházmegyei tanács, melyben hagyományosan szintén azonos számban vannak egyházi és világi tanácsosok. Az egyes egyházközségek élén a presbitérium áll, melyet a gyülekezet lelkésze és főgondnoka elnököl. A presbitériumi döntéshozatalban a gyülekezetek valamennyi lelkésze és segédlelkésze is részt vesz (hagyományosan a nyugalmazott lelkészek is). A presbitereket a gyülekezet bejegyzett, felnőtt (konfirmált) és (egyház-)adófizető tagjai választják saját soraikból, meghatározott mandátum erejéig. A presbiterek közül választják a zsinati tagokat (hagyományos megszólításuk szerint: zsinati atyákat). Ők meghatározott számú hívőt képviselnek – ily módon lehetséges, hogy a nagyon nagy gyülekezetek több zsinati tagot is választhatnak a zsinatba, míg a nagyon kis lélekszámú gyülekezetek esetében olykor több gyülekezetet is egyetlen zsinati tag képvisel. A fontosabb intézményeknek (például a felsőoktatási intézmények és gimnáziumok, kollégiumok) saját képviseletük van a zsinatban. A zsinat tagjai (főként a lelkészi tagok) funkciójuk szerint több szavazattal is bírhatnak, így például az egyetemi tanárok, püspökök, rektorok szavazata akár kétszer-háromszor annyit érhet, mint az egyes lelkészeké. A fontosabb intézmények szintén több szavazat jogát birtokolják (nagyságuktól és jelentőségüktől függően akár 4-5 szavazatuk is lehet). Az egyház fontosabb ügyeivel, feladataival kapcsolatos speciális döntéshozatali területekért külön zsinati bizottságok felelősek.

### Egyházkerületek és egyházmegyék

#### Erdélyi református egyházkerület

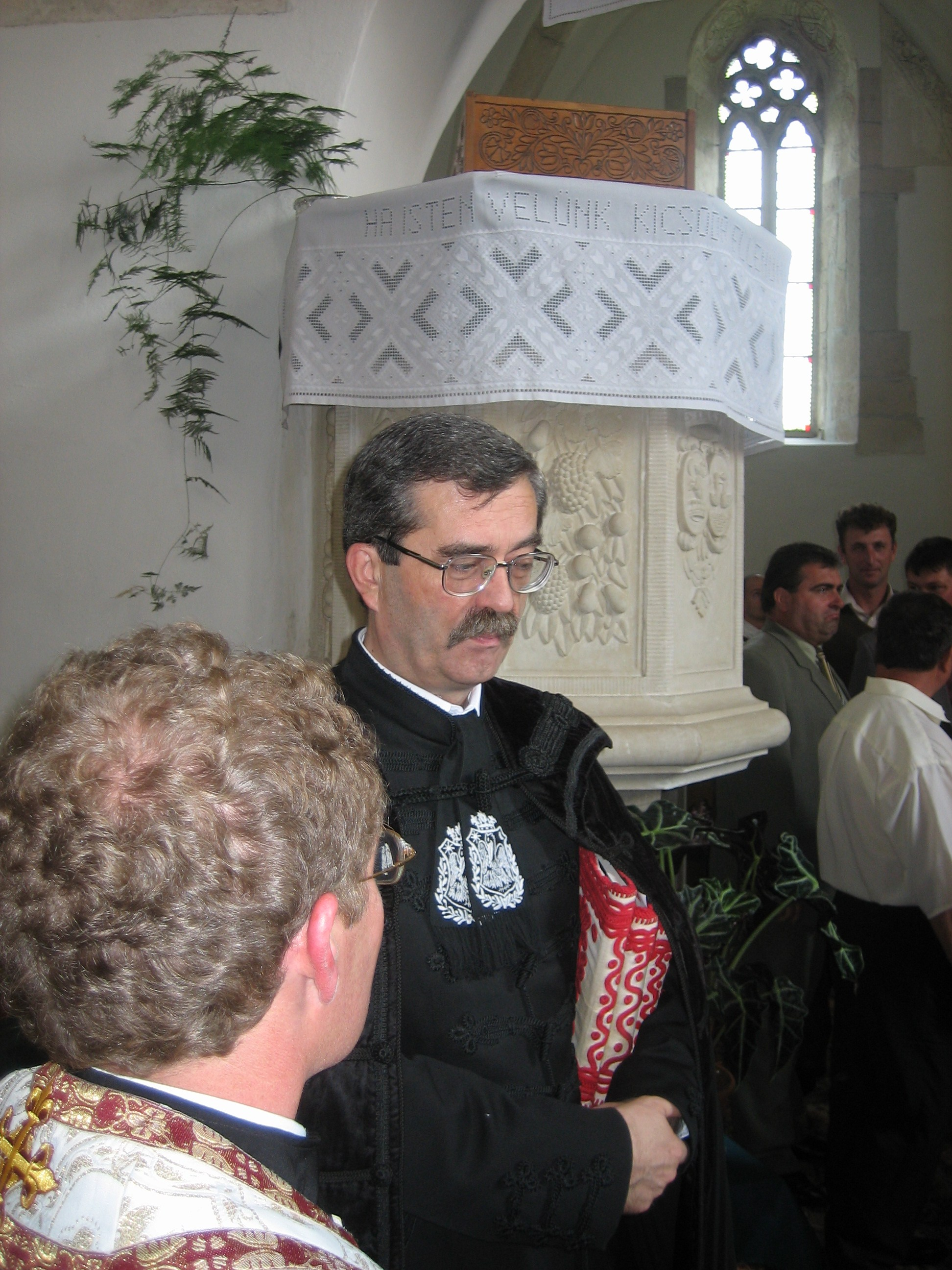
Pap Géza erdélyi püspök Aranyosgerenden

Az erdélyi református egyházkerület (ERE) a történelmi Erdély területének egyházközségeit tömöríti 16 egyházmegyéjébe. Ezzel az erdélyi egyházkerület képezi az egyház nagyobbik, a hívek mintegy kétharmadát magába foglaló egyházmegyéjét. Központja Kolozsvár, püspöke Ft.Kató Béla. Köztiszteletben álló főgondnoka, Tonk István 2010 áprilisában hunyt el.

##### Egyházmegyék
- Brassói református egyházmegye
- Dési református egyházmegye
- Erdővidéki református egyházmegye
- Görgényi református egyházmegye
- Hunyadi református egyházmegye
- Kalotaszegi református egyházmegye
- Kézdi-Orbai református egyházmegye
- Kolozsvári református egyházmegye
- Kolozsvár külső református egyházmegye
- Küküllői református egyházmegye
- Marosi református egyházmegye
- Maros mezőségi református egyházmegye
- Nagyenyedi református egyházmegye
- Sepsi református egyházmegyeTőkés László, politikus, korábbi királyhágómelléki püspök

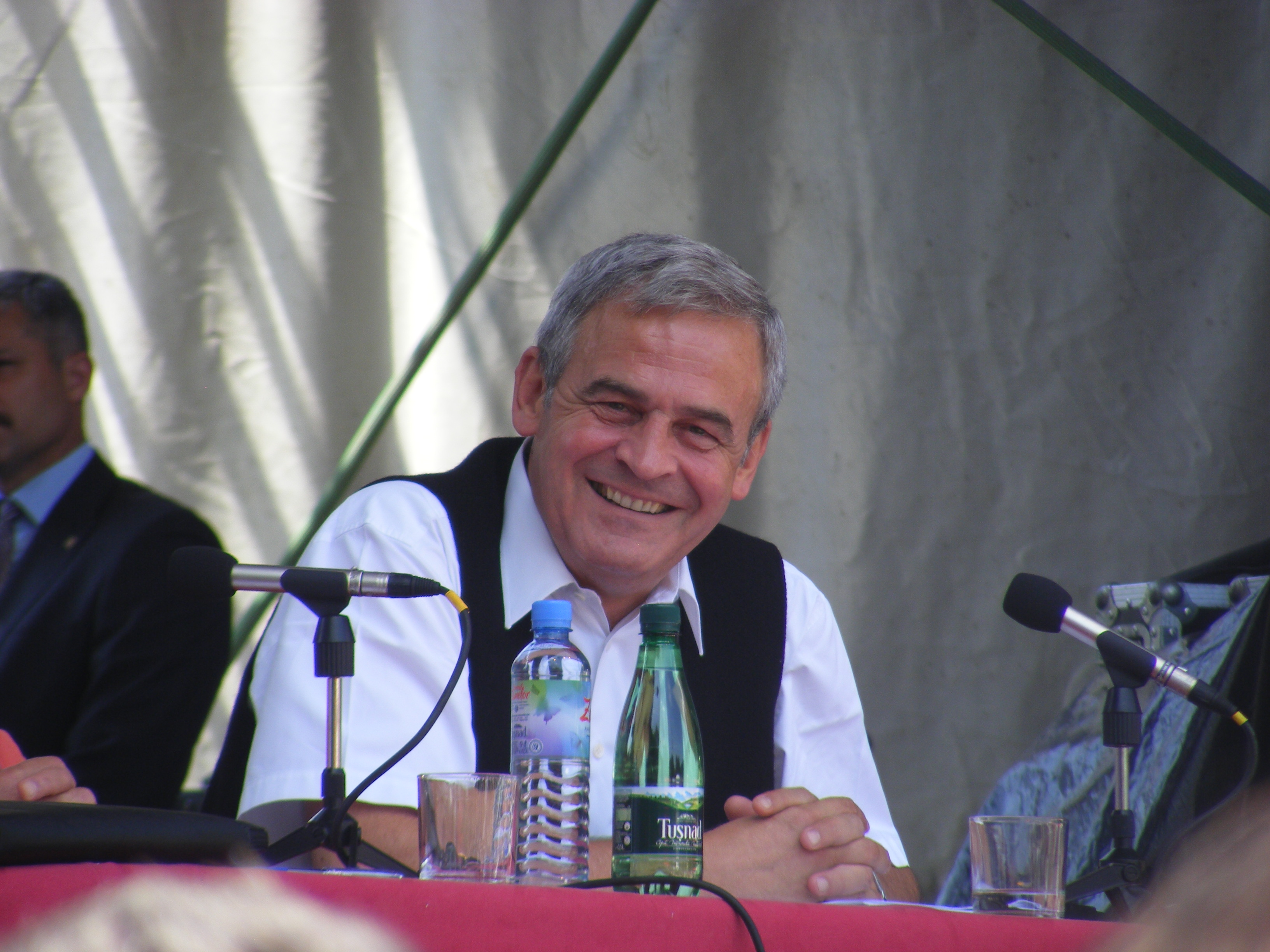
Tőkés László, politikus, korábbi királyhágómelléki püspök

- Székelyudvarhelyi református egyházmegye
- Tordai református egyházmegye

#### Királyhágómelléki református egyházkerület
A nagyváradi központú egyházkerület mintegy kétszáz ezer református hívőt tömörít 9 egyházmegyébe. Püspöke Ft. Bogdán Szabolcs János, főgondnoka Varga Attila.

##### Egyházmegyék

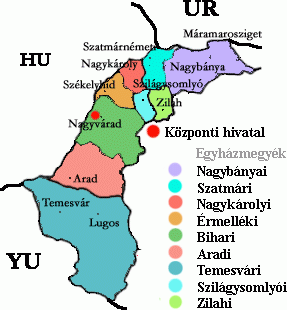
A KRE egyházmegyéi

A Királyhágómelléki református egyházkerületnek kilenc egyházmegyéje van:
- Nagybányai református egyházmegye
- Szatmári református egyházmegye
- Szilágysomlyói református egyházmegye
- Zilahi református egyházmegye
- Nagykárolyi református egyházmegye
- Érmelléki református egyházmegye
- Bihari református egyházmegye
- Aradi református egyházmegye
- Temesvári református egyházmegye

### Zsinat[4][5]
Az egyház legfelső döntéshozó szerve a zsinat. A Romániai Református Egyház zsinatában a két egyházkerület arányosan képviselteti magát, mind lelkészi, mind világi zsinati atyák szintjén. 

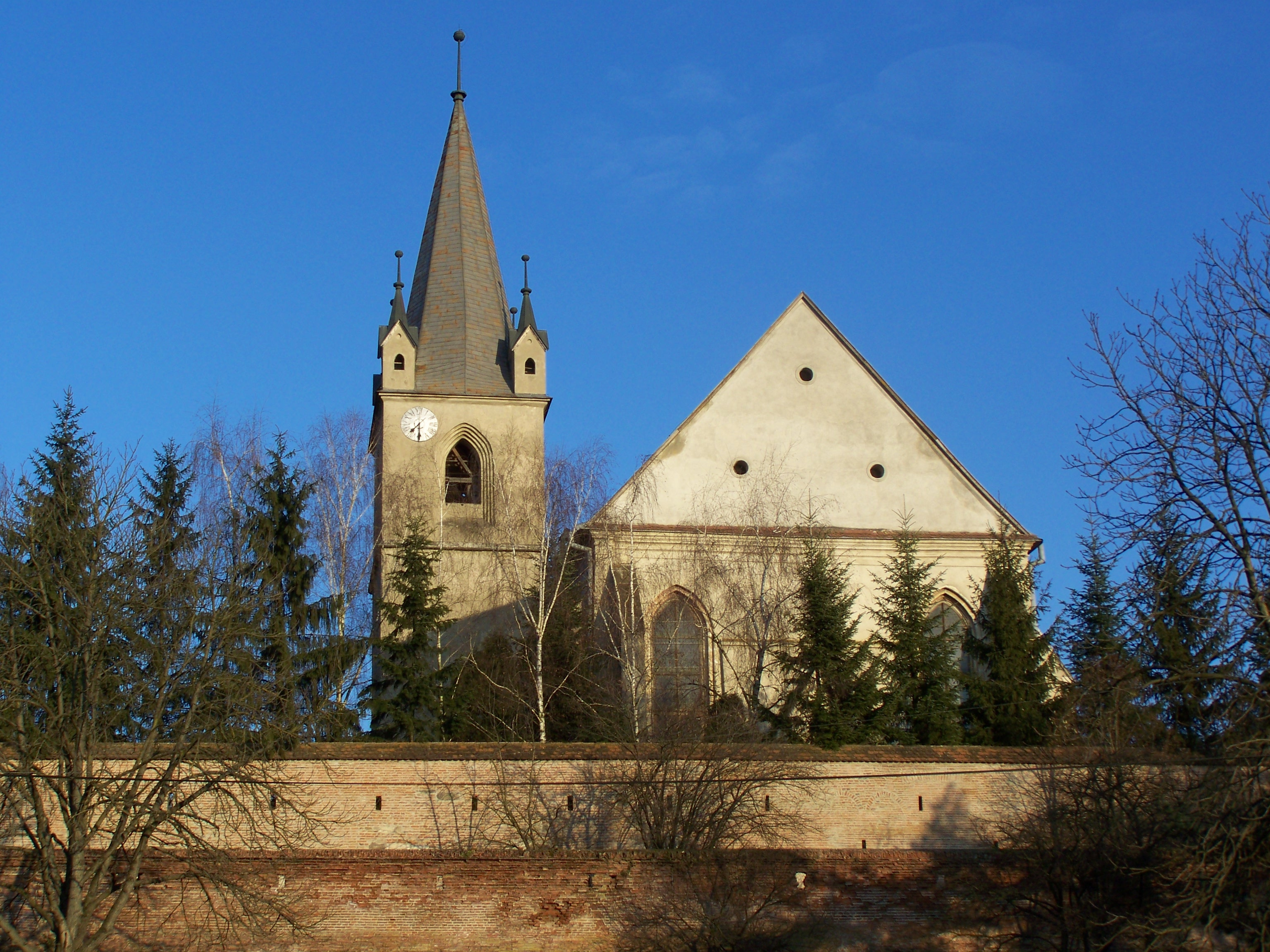
A Vártemplom Marosvásárhelyen

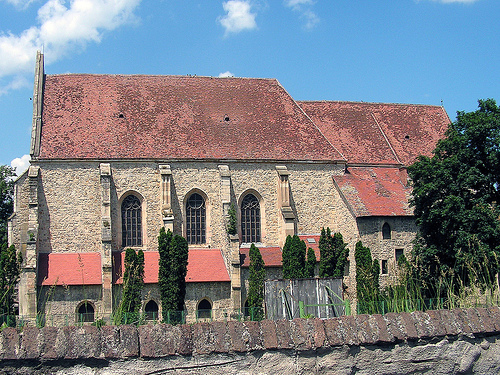
A Farkas utcai református templom Kolozsváron

A zsinat lelkészi elnökei a püspökök (egyenrangú társelnökökként), világi elnökei pedig az egyházkerületi főgondnokok.

#### A zsinat vezetősége

##### Elnökök
- Ft. Kató Béla elnök-püspök (ERE)
- Ft. Csűry István elnök-püspök (KRE)
- Varga Attila elnök-főgondnok (KRE)

##### Zsinati ülésvezető elnökség
- Bibza István – lelkészi ügyvezető elnök
- Kovács Béla – presbiteri ügyvezető elnök

##### Jegyzők
- Sípos Gábor
- Bara Csaba

##### Gazda
- Oláh József

#### Zsinati bizottságok, testületek
- Zsinati Állandó Tanács
- Fegyelmi Bizottság
- Kánonjogi Bizottság
- Liturgiai Bizottság
- Zenei Bizottság
- Nevelésügyi Bizottság
- Teológiai, Ökumenikus Bizottság
- Missziói-Diakóniai Bizottság

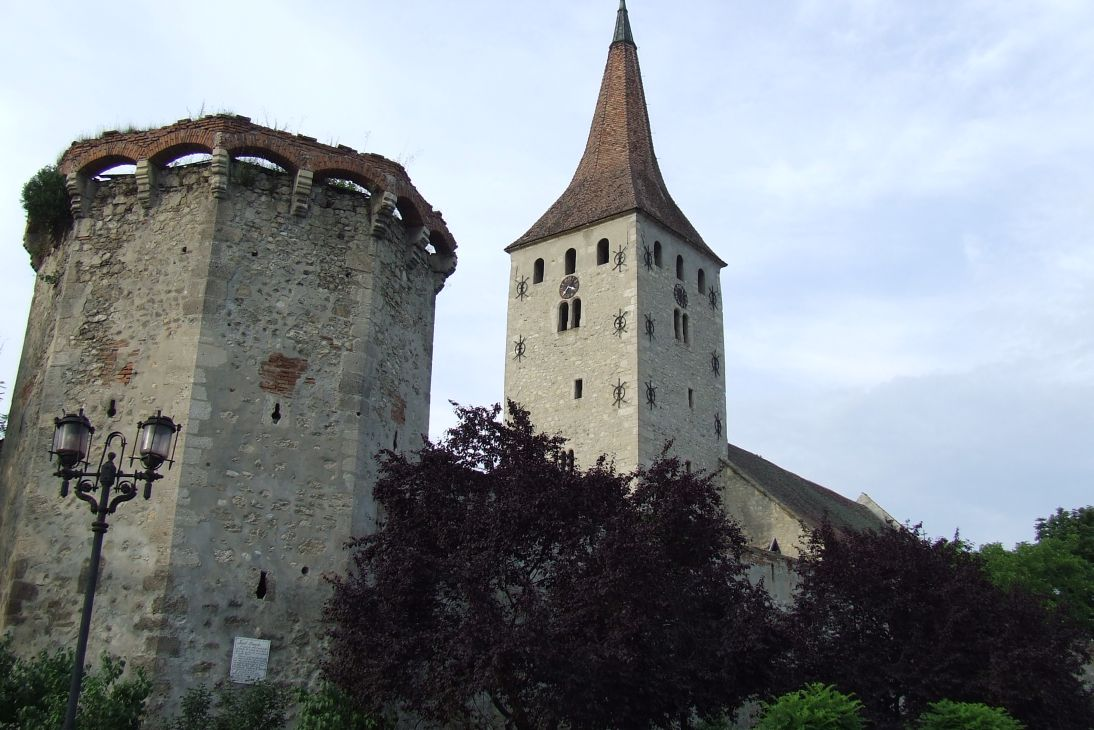
A nagyenyedi vártemplom

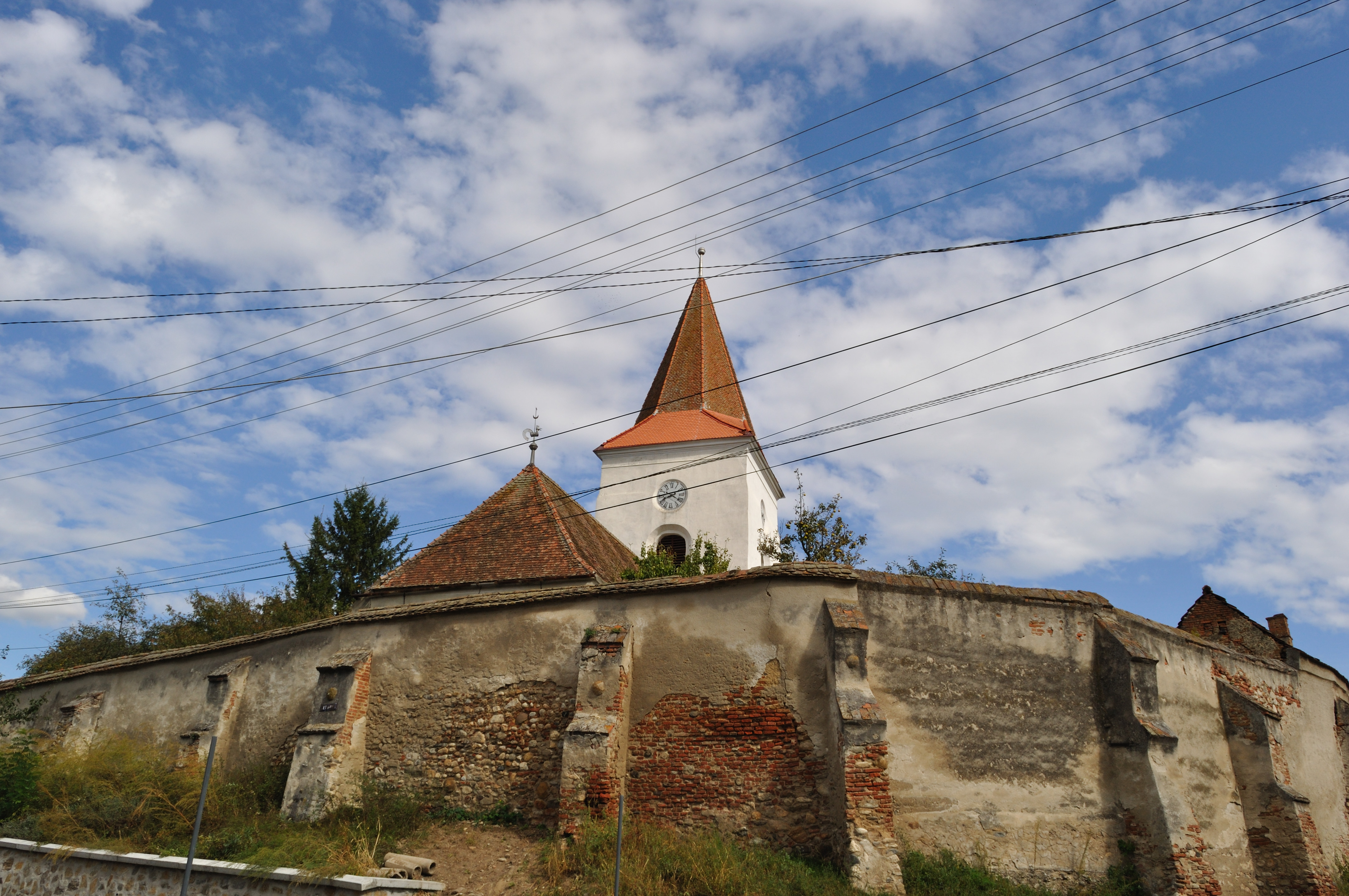
A vízaknai református erődtemplom

- A kommunista titkosszolgálattal való együttműködést vizsgáló Átvilágító Bizottság

### Más fontos testületek, szövetségek, szervezetek
- Az egyház lelkészi tagjait a RORLÉSZ (Romániai Református Lelkészértekezleti Szövetség) fogja össze. A szövetségnek alanyi jogon tagja minden lelkész, teológus, hitoktató és teológiai tanár. A meghatározott időközönként szervezett értekezletek elnökei a püspökök.
- Az egyház esperesei Esperesi Kollégiumot alkotnak (országos és egyházkerületi szinten).
- A presbiterek Presbiteri Szövetséget alkotnak, valamennyi egyházszervezeti szinten (így például létezik Egyházkerületi és Egyházmegyei Presbiteri Szövetség)
- A különböző nőszövetségek a Presbiteri Szövetség mintájára tömörülnek egyházmegyei és egyházkerületi szervezetekbe.
- Az ifjúsági szövetségek (melyekhez hasonló szervezetek egyes gyülekezetekben a fiatal házasok szövetségei is) a fentiekhez hasonlóan szerveződnek egyházmegyei és egyházkerületi egységekbe.
- Mindkét egyházkerületben létező szervezet és mozgalom a CE Szövetség, amely egy, a pietizmus szellemi hagyatékából kinőtt református kegyességi mozgalom (a magyarországi Bethánia CE Szövetség romániai megfelelője). Országszerte számos hívő és lelkész tartozik a szövetség tagjai közé (köztük teológiai tanárok, nagy tekintélyű egyházi vezetők is) – ennek ellenére a szövetség betagozódása az egyházkerületekbe és az egyház hierarchiájába hosszú évek óta vita tárgya.[6][7]

## Liturgia, ünnepek, szokások

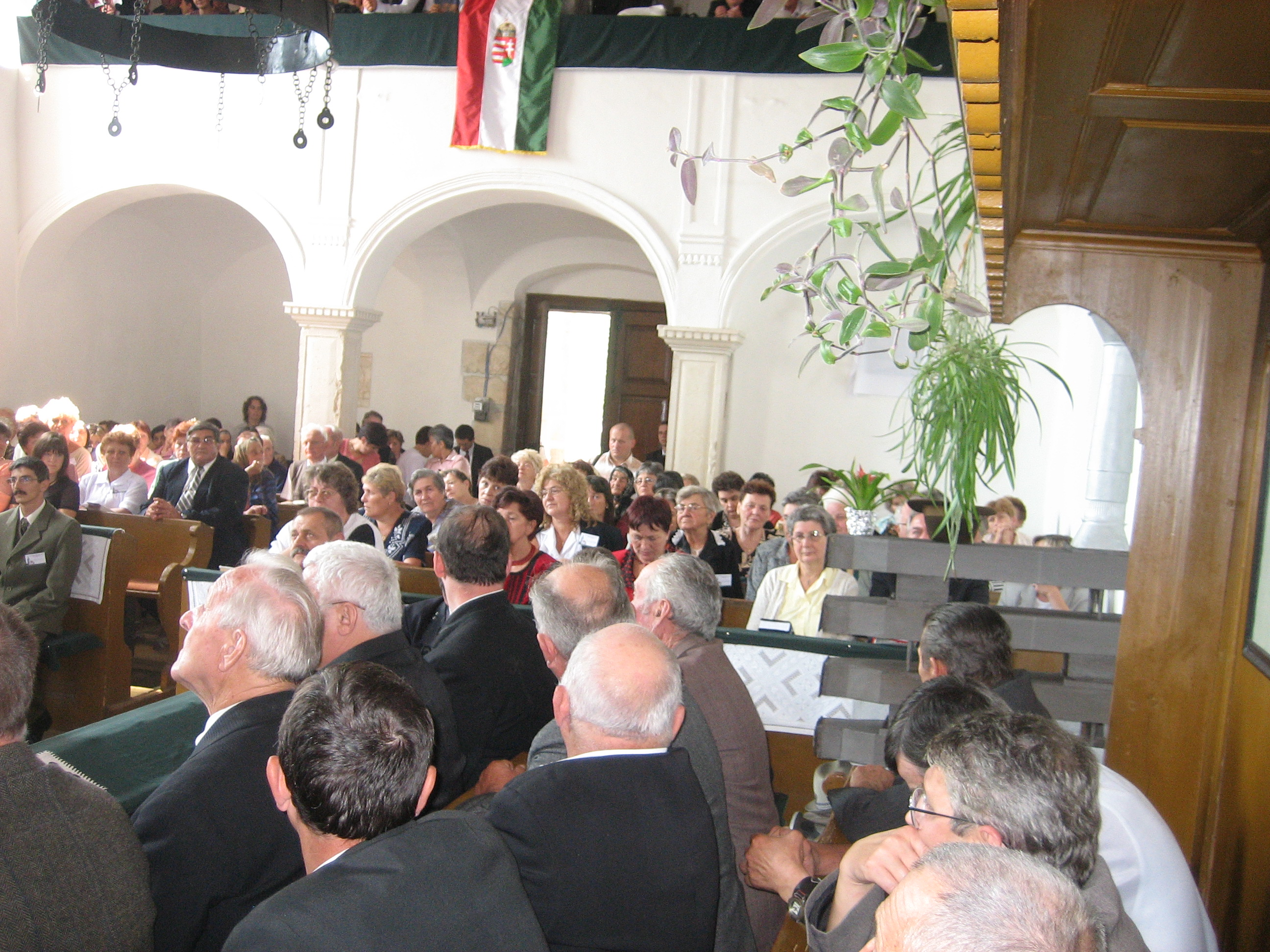
Istentisztelet hagyományos ülésrenddel a Kolozs megyei Aranyosgerenden: a férfiak és nők külön padsorokban, életkor szerinti ülésrendben foglalnak helyet a templomokban, és eszerint járulnak az Úr asztalához (először a legidősebb férfi, utoljára a legfiatalabb nő vesz úrvacsorát)

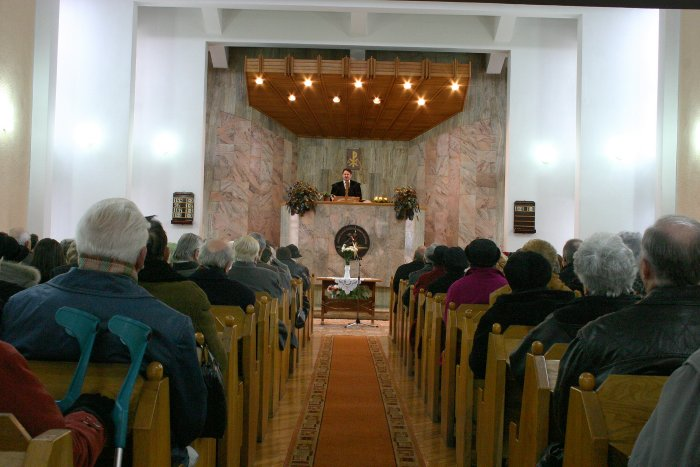
Istentisztelet a marosvásárhelyi alsóvárosi templomban

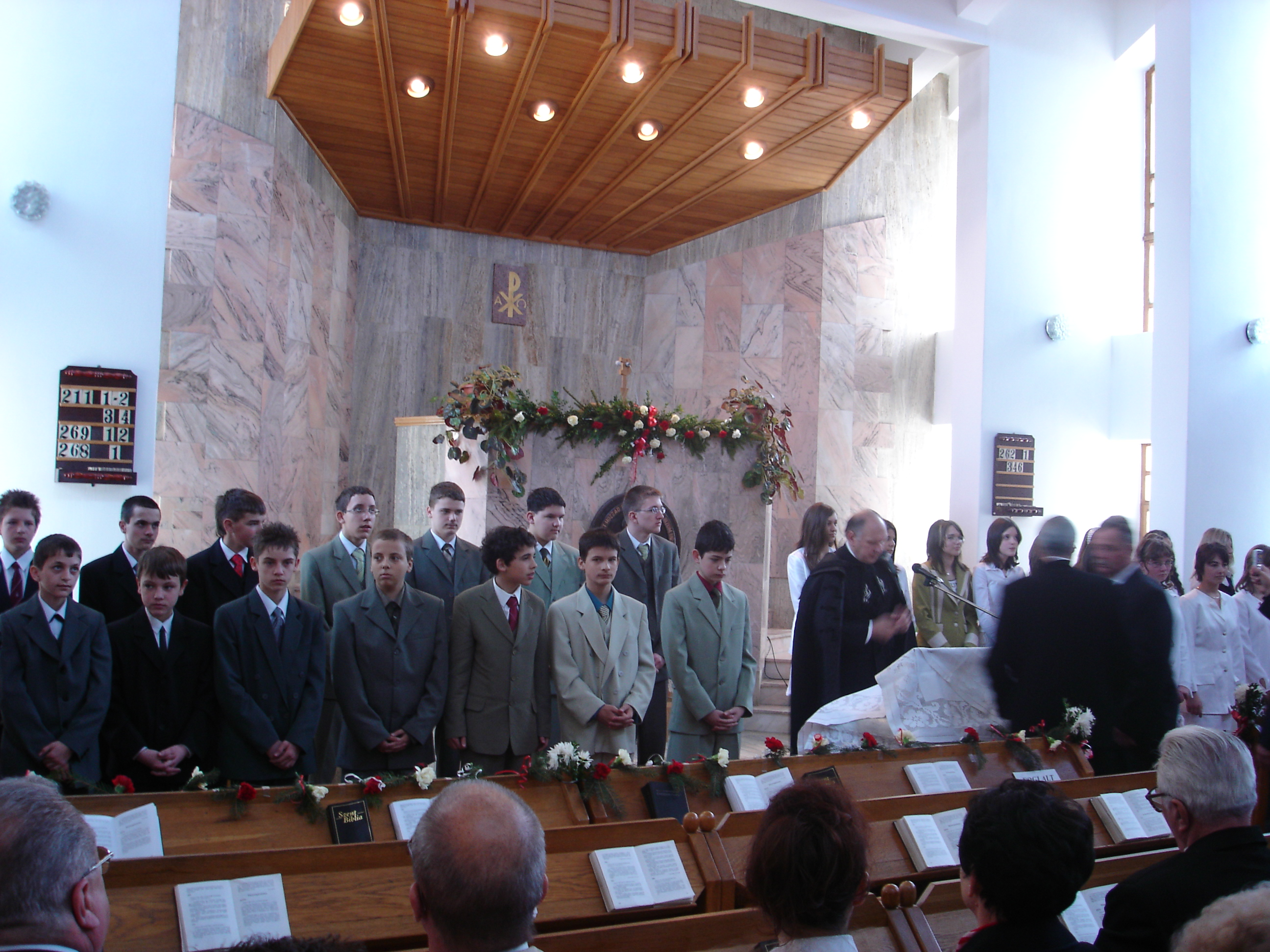
Konfirmáció a marosvásárhelyi alsóvárosi református templomban

A Romániai Református Egyház mindenben a református felekezet kálvini teológiáját és liturgikus rendszerét követi. Liturgikus rendje és a liturgiák kötött szövegei nagyban megegyeznek a Magyarországi Református Egyházéival, azzal a különbséggel, hogy helyenként némileg archaikusak, és regionális különbségeket mutatnak. Az Erdélyi Református Egyházkerület és a Királyhágómelléki Református Egyházkerület gyakorlatában is mutatkoznak kisebb-nagyobb különbségek (de nem lényegbevágóak). A hosszú évtizedekig tartó kommunista elnyomás során alig adhattak ki új énekeskönyveket, ily módon mindenütt különböző rég kiadott énekeskönyvek voltak használatban, ami azt eredményezte, hogy a számozás (sőt, kisebb részt még az énekanyag is) eltéréseket mutatott.Amikor a Ceaușescu-rezsim alatt tilos volt a templomokban Himnuszt és Szózatot énekelni, a régi énekeskönyvekből eltávolították a megfelelő oldalakat, az esetleg újonnan kiadott énekeskönyvekben pedig a megfelelő számozást átugorva hagyták ki az énekeket (pl. a 31. Dicséret után a 34. következett), ily módon emlékeztetve a híveket a kényszerűen kihagyott nemzeti imák és énekek hiányára. A rendszerváltozás után az említett énekek visszakerültek az énekeskönyvekbe. Nagyobb ünnepek alkalmával általában a Himnusz képezi az istentiszteleti záróéneket is (míg úrnapi istentiszteleteken hagyományosan a Tebenned bíztunk kezdetű zsoltár).
A Romániai Református Egyháznak – a magyarországihoz hasonlóan – a Szentírás (Károli Biblia), az Úri imádság, az Apostoli hitvallás és a Heidelbergi káté tartozik a legalapvetőbb teológiai fundamentumai közé. Ezeken kívül a Kálvin János-féle Institutio Christianae religionis és a L'es Ordonances számít fontos alapiratnak (utóbbit Kálvin az egyházszervezet ideális felépítéséről írta).
Úrvacsorát a gyülekezetekben a nagyobb ünnepek alkalmával osztanak (általában: adventkor, karácsonykor, nagypénteken, húsvétkor, pünkösdkor, új kenyér ünnepén és a reformáció emlékünnepén).
Románia falvaiban és kisvárosaiban még mindig gyakorolják azt az erdélyi reformáció puritán korszakából fennmaradt szokást, hogy az asszonyok és a férfiak külön ülnek, a templom felépítésétől függően, rendszerint egymással szemben, míg a gyerekek és azok a fiatalok, akik még nem házasodtak meg a karzaton kapnak helyet a kántorral együtt. A nagyvárosok gyülekezeteiben, amikre az emancipáció és az elvilágosodás jellemző, ez a hagyomány kihalt vagy eleve már soha sem gyakorolták.
A gyermekek és az ifjúság vallásos nevelésének célja a konfirmáció eseménye: a katekumenus személyes döntése Krisztus és az Ő egyháza mellett. A konfirmáció értelme az, hogy a megkeresztelt személy, mint aki elnyerte a hit ajándékát, a gyülekezet nyilvánossága előtt tesz bizonyságot Krisztus mellett hozott személyes döntéséről. A döntés magába foglalja a bűnbánat, a megtérés Lélek által munkált eseményét és a bűnbocsánat evangéliumának meghallását.Az egyház tanítása szerint e döntés kifejezésével a hívő betagolódik Krisztus testébe, szolgáló közösségébe. A konfirmáció az egyik legünnepélyesebb esemény az egyházközség életében, ezért számos profán hagyomány kötődik hozzá. Mára turistacsalogató eseménnyé vált azokon a vidéki településeken, ahol a hívek erősen ragaszkodnak a hagyományokkor és a fiatalok a falusiakkal együtt népviseletben járulnak a szentség kiosztásához.
Mivel a hívek 95%-a magyar anyanyelvű, a Romániai Református Egyház istentiszteleti nyelve szinte kizárólag a magyar.
Román nyelvű istentiszteletet , Bukarestben évente két alkalommal tartanak, Karácsony és Húsvét második napján, amikor a vegyes házasságban élő hívek, a magyarul nem beszélő házastársukkal együtt vesznek részt az istentiszteleten. Házasságkötések és temetések alkalmával kétnyelvű istentisztelet tartatik. Minden más Istentisztelet és egyéb közösségi alkalom nyelve a magyar.
A nagyobb erdélyi városok közül Kolozsváron, a Tóközi Egyházközségben létezik román nyelven is hallgatható igehirdetés (ez azonban magyarul folyik, a fordítást fülhallgatós fordítógép biztosítja). Ugyanezeket az istentiszteleteket angolra is fordítják, hasonló berendezések segítségével.
A nagyobb egyetemi központokban angol nyelvű istentiszteletek is előfordulnak (a fentebb említett kolozsvári egyházközségben például rendszeresen tartanak angol istentiszteletet). Ezekkel az istentiszteletekkel elsősorban az Amerikai Egyesült Államokból vagy nyugati Európai Uniós tagállamokból érkező kálvinista (presbiteriánus, hugenotta stb.) diákokat és munkavállalókat szeretné elérni az egyház.

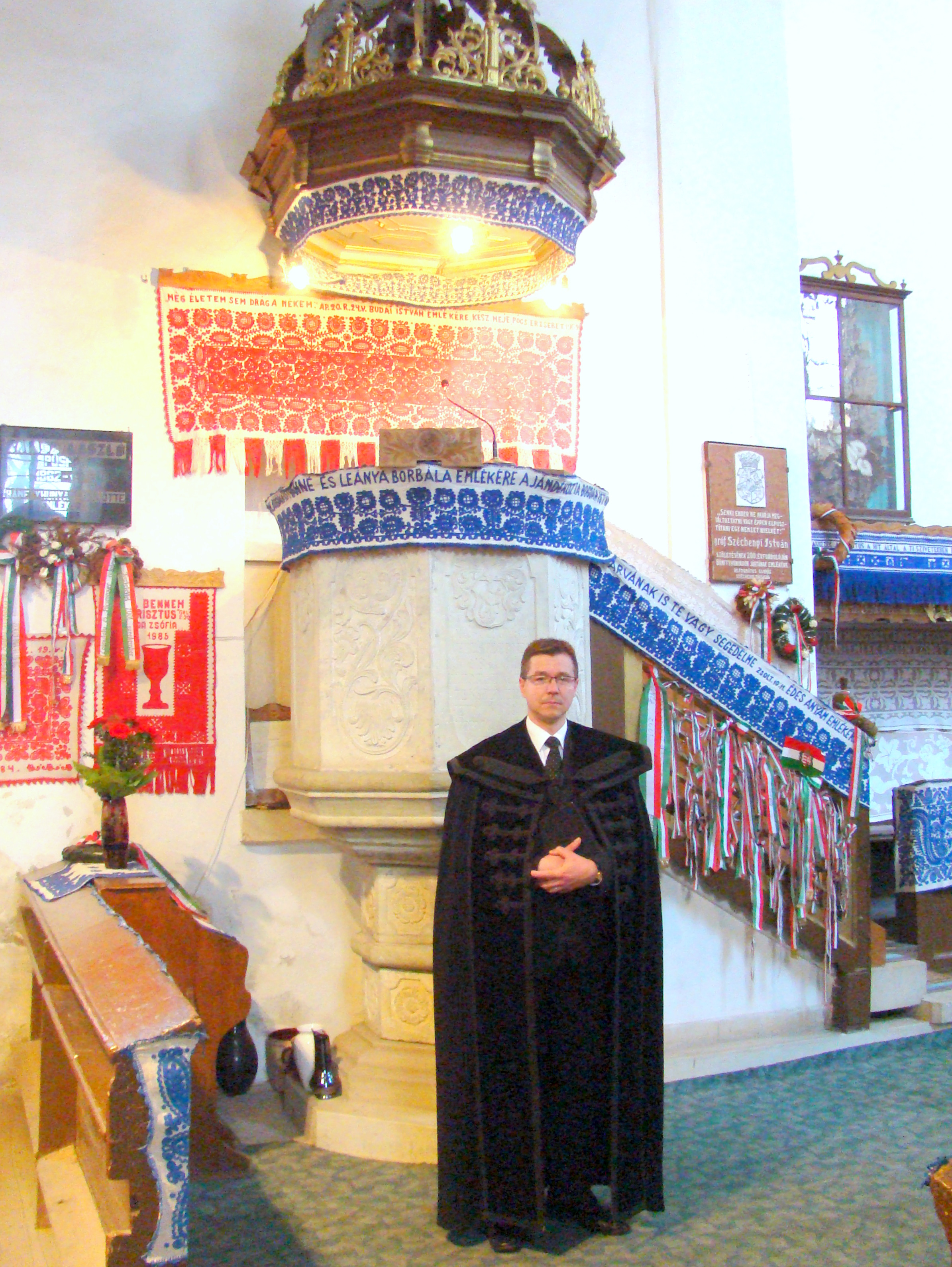
Református lelkész a bánffyhunyadi templomban. A lelkészeket hagyományosan tiszteletes úr megszólítás illeti

## Címek, megszólítások (egyházi protokoll)
Az egyes egyházi méltóságokat a rangjuknak megfelelő hagyományos megszólítások illetik meg:
- "Főtiszteletű" (röviden Ft.) megszólítás illeti meg az egyes egyházkerületek püspökeit
- "Nagytiszteletű" (Nt.) megszólítás illeti meg az espereseket
- "Tiszteletes" vagy tiszteletes úr megszólítás illeti meg a lelkészeket és segédlelkészeket

A nyugalmazott püspököket, espereseket és lelkészeket továbbra is megilleti a korábbi tisztségüknek megfelelő megszólítást. Hasonlóan szólítják meg a hivatalukról leköszönt, vagy újra nem választott püspököket és espereseket is. Azokat a lelkészeket tehát, akik korábban töltöttek már be esperesi vagy püspöki tisztet, továbbra is Nagytiszteletű vagy Főtiszteletű úrnak nevezik.
Noha az egyes világi elöljárókat nem szokás ilyen megnevezésekkel illetni, a döntéshozatalra összeült testületre már hasonló megszólítást alkalmaznak:
- A zsinat egészét a "Főtiszteletű" jelző illeti meg, a zsinati tagokat viszont "Nagytiszteletű zsinati atyák" megnevezéssel illetik. Utóbbit is ritkán alkalmazzák az egyes zsinati tagok esetében, az elnök-püspökök azonban ezzel a megszólítással nyitják meg a zsinat üléseit. A megszólítás a zsinat esetében is évszázados hagyományokon alapul, és annak ellenére alkalmazzák, hogy a zsinatba – természetesen – nők is beválaszthatók.
- A különböző (egyházmegyei vagy egyházkerületi) közgyűléseket "Nagytiszteletű" jelzővel illetik. Ugyanez a megszólítás érvényes az egyes egyházközségek presbitériumaira is. A "Főtiszteletű" megszólítás egyedül a zsinatot illeti.

## Intézmények

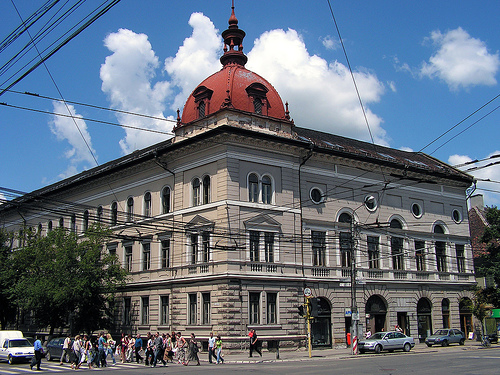
A Kolozsvári Protestáns Teológiai Intézet

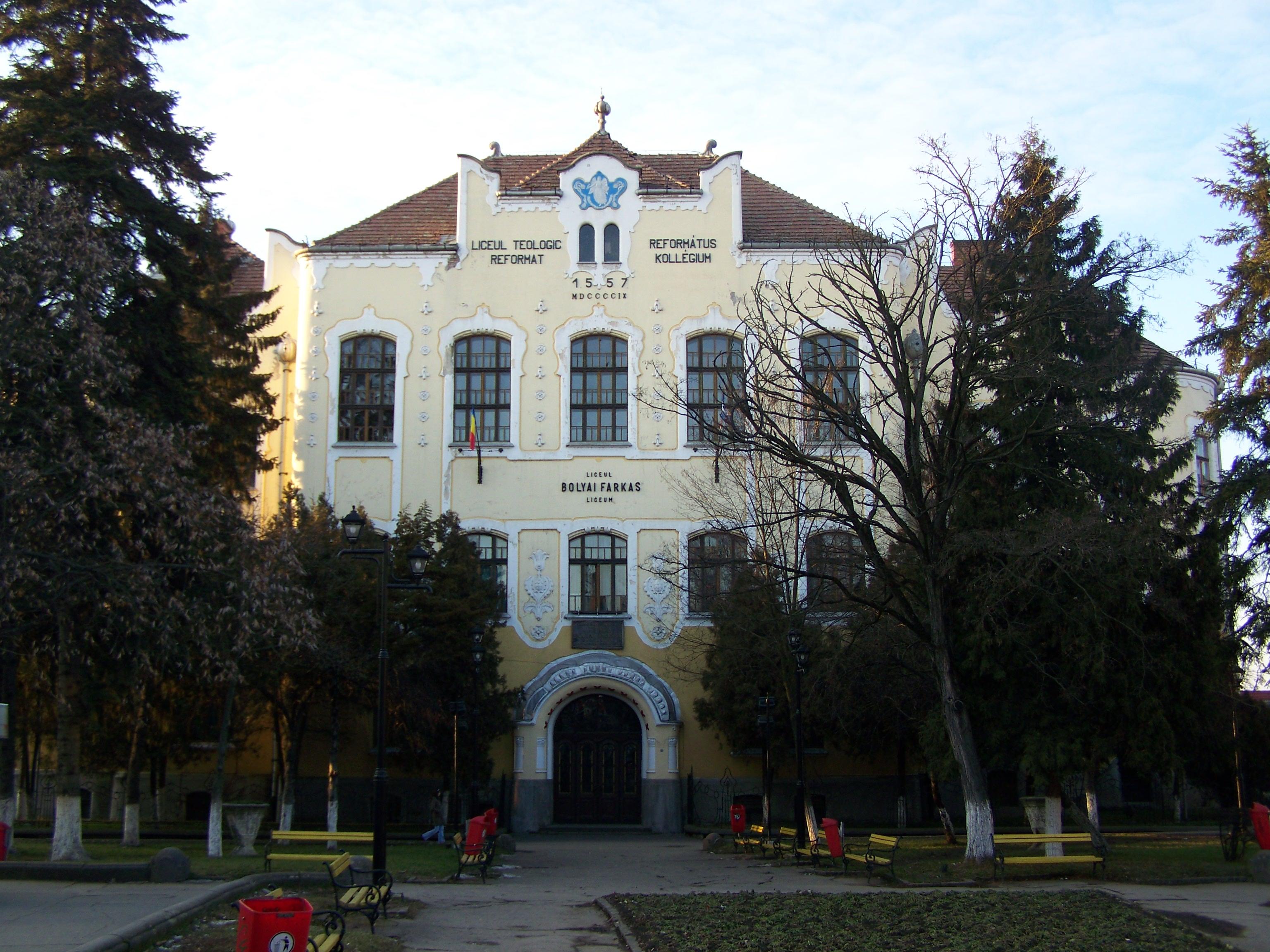
A Marosvásárhelyi Református Kollégium

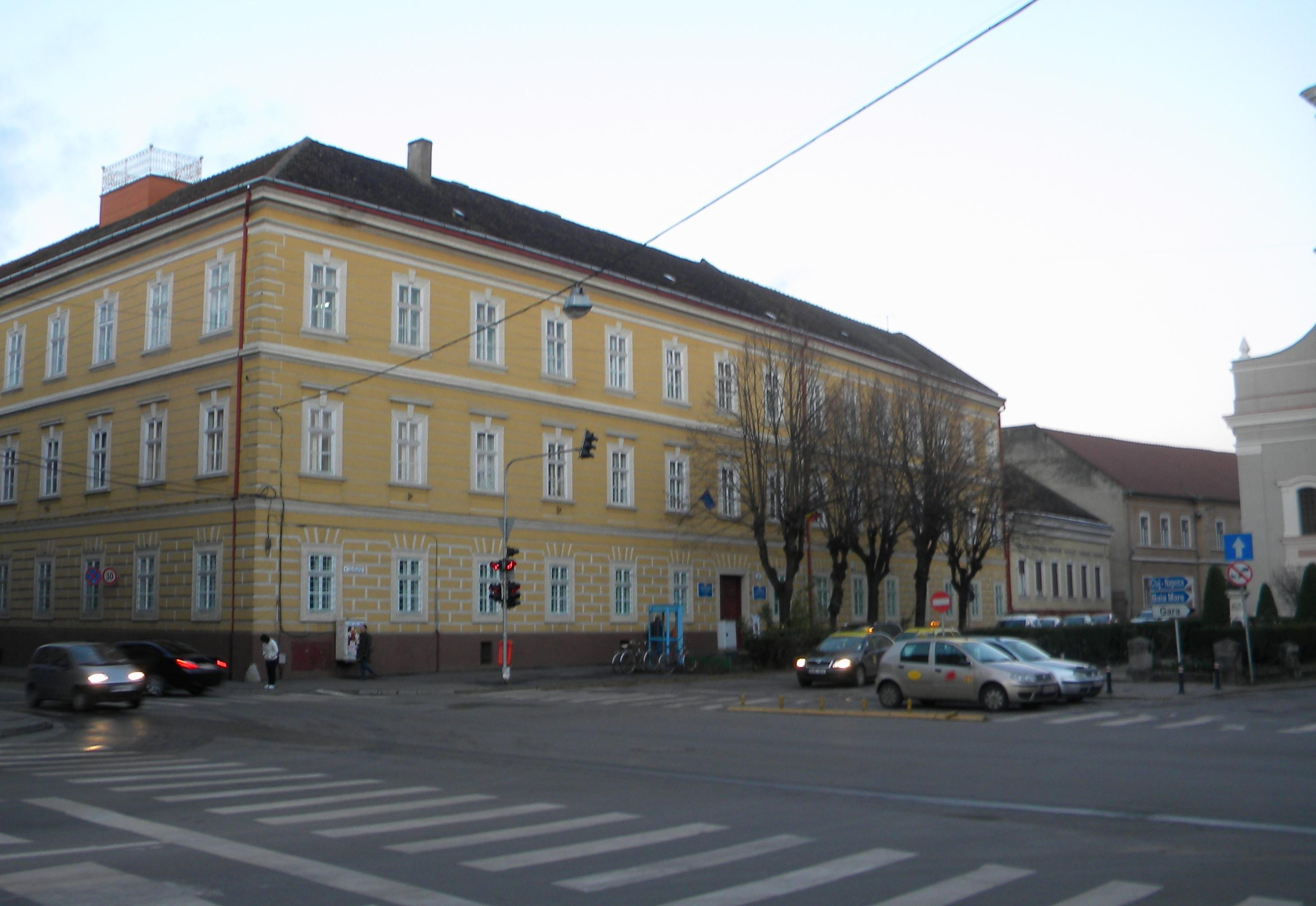
A Szatmárnémeti Református Gimnázium

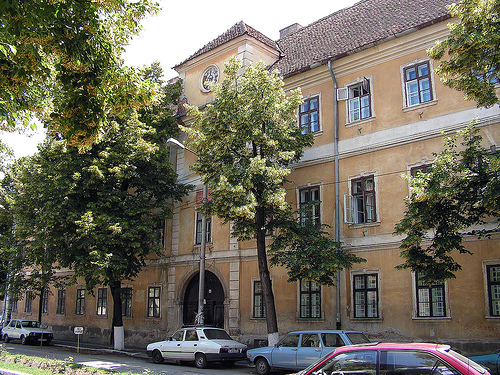
A Kolozsvári Református Kollégium

A Romániai Református Egyház számos oktatási, szociális, missziós és kulturális intézményt működtet. Legfontosabbak az oktatási intézményei, melyek közt számos nagy múltú, a rendszerváltás után újjáalapított intézmény is van.

### Oktatási intézmények

#### Egyetemek
- Protestáns Teológiai Intézet, Kolozsvár (lelkészképzés; az unitárius és az evangélikus-lutheránus egyházzal közösen fenntartott intézmény)
- Partiumi Keresztény Egyetem, Nagyvárad (református szociális munkás- és tanárképzés, nyelvek, filozófia, bölcsészet)
- Babeș–Bolyai Tudományegyetem, Református Tanárképző Kar, Kolozsvár (teológus-, szociális munkás- és vallástanárképzés)

#### Főiskolai és posztlíceális intézmények
- Református Kántor – Tanítóképző Főiskola- Marosvásárhely
- Református Posztlíceális Asszisztensképző (Kolozsvár) (általános orvosi asszisztens szak)
- Református Posztlíceális Asszisztensképző (Marosvásárhely) (általános orvosi asszisztens szak)
- Szatmárnémeti Református Gimnázium (református posztlíceális képzés)

#### Középiskolák (Református Gimnáziumok és Kollégiumok)
- Baczkamadarasi Kis Gergely Református Kollégium (Székelyudvarhely)
- Bethlen Gábor Kollégium (Nagyenyed)
- Kézdivásárhelyi Református Kollégium
- Kolozsvári Református Kollégium
- Lorántffy Zsuzsanna Református Gimnázium (Nagyvárad)
- Marosvásárhelyi Református Kollégium
- Sepsiszentgyörgyi Református Kollégium
- Szatmárnémeti Református Gimnázium
- Zilahi Református Wesselényi Kollégium

#### Általános iskolák és óvodák
- 2-es számú Református Óvoda (Kolozsvár)
- 3-as számú Református Óvoda (Kolozsvár) (montessori)
- "Micimackó"Játszóház (Magyarbikal)
- Tóvidéki Református Általános Iskola (montessori)
- Szociális Napközi (Nagyvárad) – hátrányos helyzetű gyerekeknek
- Péter Református Iskola (Nagyszalonta) – tanulási nehézségekkel küzdő gyermekeknek

## Hívek

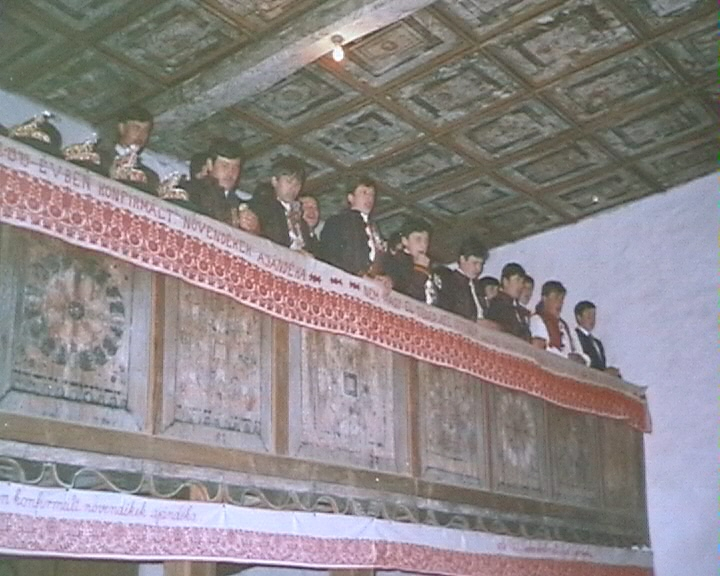
Hívek népviseletben a magyarvistai templomban

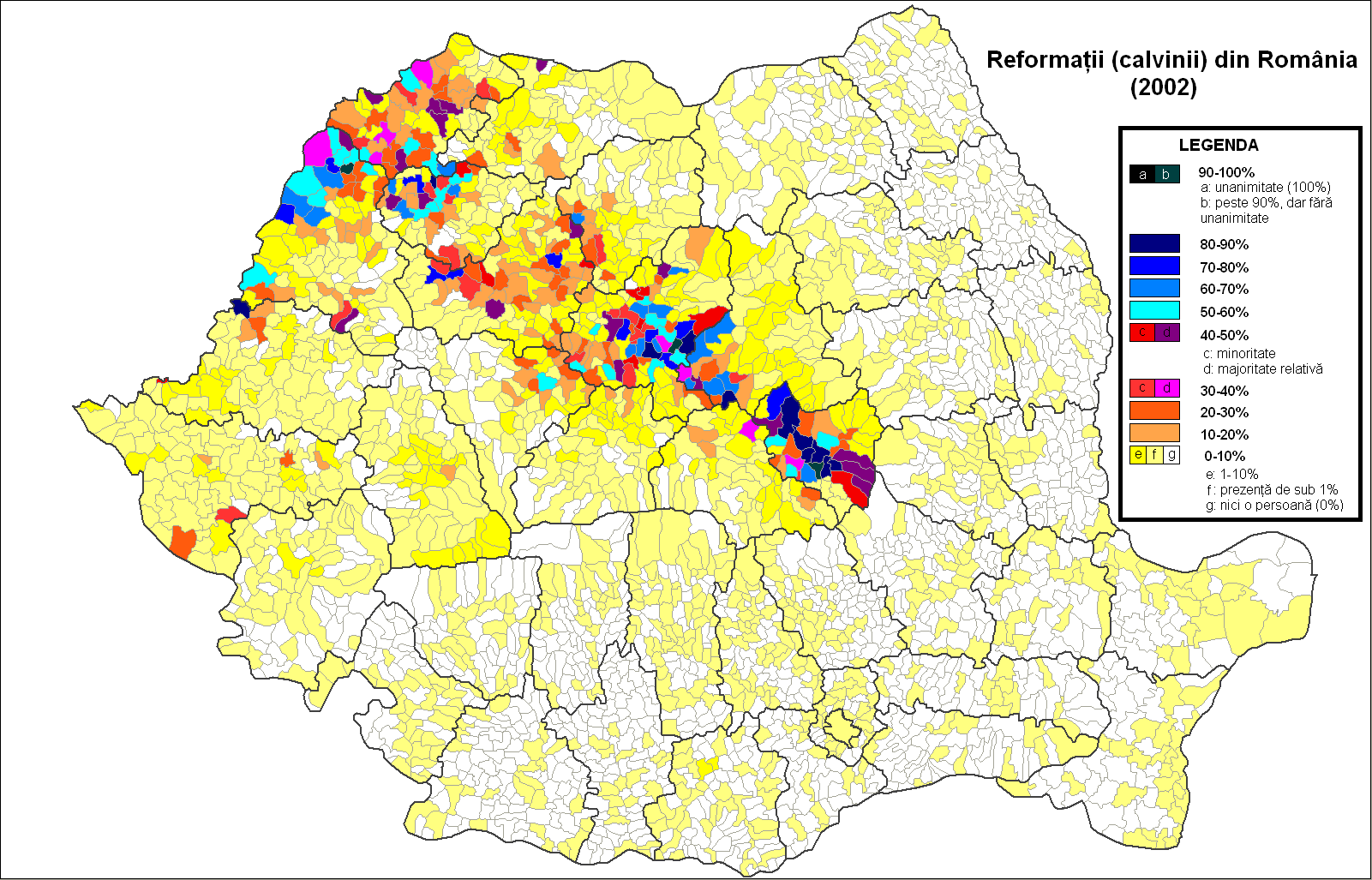
Reformátusok Romániában (2002)

Romániában, a 2002-es népszámláláson 701 077 lakos vallotta magát reformátusnak. Ez a szám az ország lakosságának 3,23%-át jelenti.

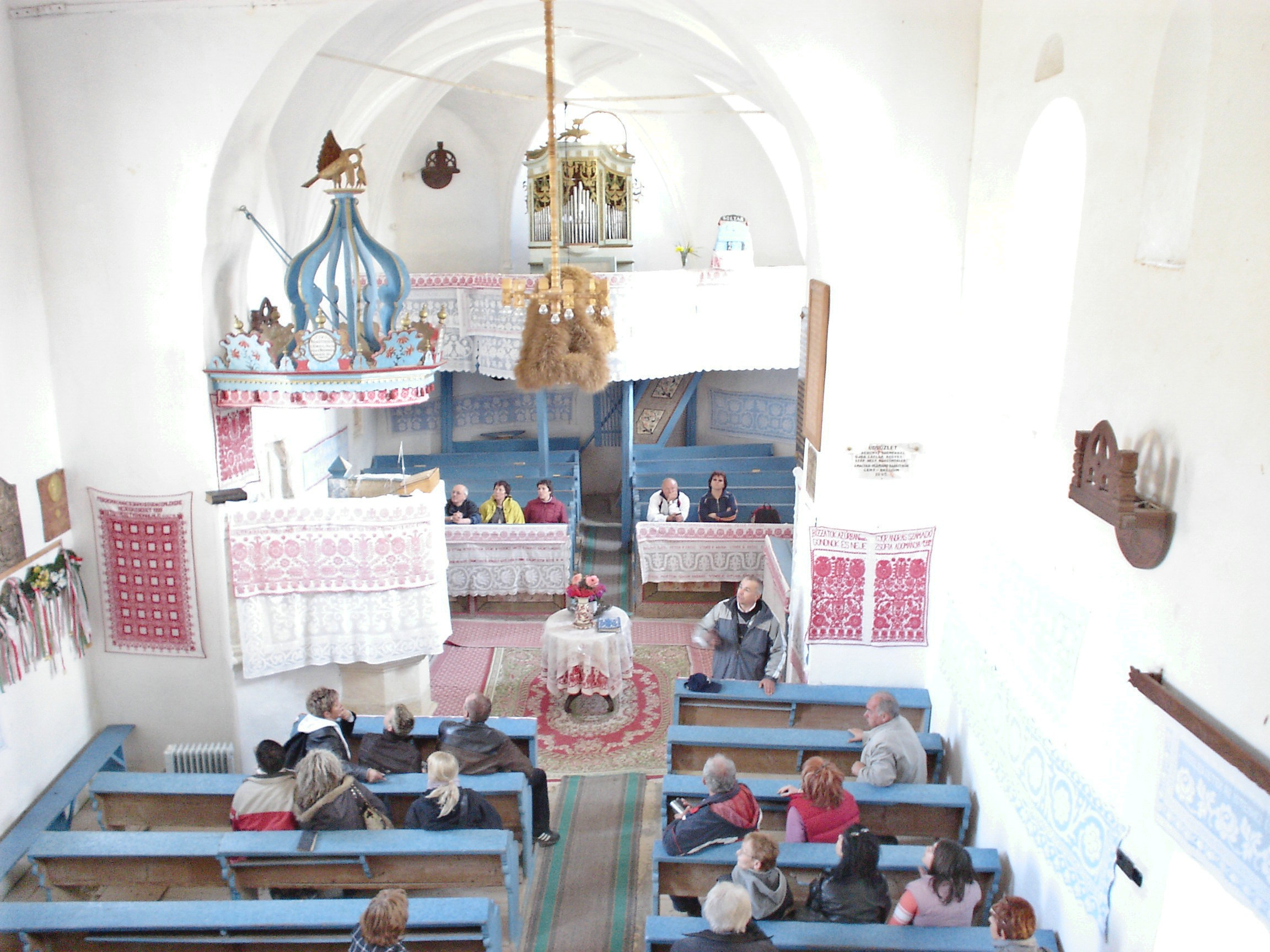
Látogatók magyarvalkói templomban

Az országban élő összes reformátusból 665 343 (a hívek 95%-a) magyar, 35 734 pedig más nemzetiségű (leginkább román vagy cigány/roma). Ugyanakkor a magukat románnak vagy romának valló hívek egy része is magyar anyanyelvű, vagy jól beszél magyarul (pl. a székelyföldi cigány népcsoportok egyes közösségei reformátusok, és noha anyanyelvként valamely cigány dialektust beszélnek, az istentiszteleteket a magyar hívekkel együtt látogatják). Román ajkú református közösség csak Bukarestben él.

A Romániai Református Egyház híveinek elsöprő többsége Erdélyben él (ide számítva a Partiumot, a Bánságot és Máramarost is).
A hagyományosan protestáns többségű erdélyi magyarság legnagyobb történelmi egyháza mai napig is a Romániai Református Egyház. Ezt követi a romániai katolikus egyház 587 033 magyar római katolikus és kb. 20 000 magyar görögkatolikus hívővel, az Erdélyi Unitárius Egyház 66 846 hívővel és a Romániai Evangélikus-Lutheránus Egyház mintegy 30 000 magyar hívővel. Az egykor több százezer magyar zsidót tömörítő erdélyi hitközségek mára úgy megfogyatkoztak, hogy mindössze néhány ezer magyar ajkú hívőt tömörítenek (mindazonáltal a neológ hitközségekben dominánsan ma is a magyar nyelv használatos a jiddis vagy a román helyett).
A magukat magyar anyanyelvűnek vallók 46,5%-a, a magyar nemzetiségűek 47%-a református.
Az egyes egyházmegyék és egyházkerületek saját statisztikái ennél olykor jóval kisebb számokat mutatnak. Ennek oka csupán az, hogy nem az összes reformátust tartják számon (gyülekezeti tagként), csupán azokat, akik konfirmáltak és egy konkrét gyülekezetbe beiratkoztak, továbbá rendesen fizetik az egyházadót. Számos református azonban úgy látogatja a templomokat, hogy nem beírt tagja az illető gyülekezetnek, egyházadót pedig nagy kihagyásokkal, visszamenőleg fizet (pl. esketés, temetés, keresztelés előtt).
Erdélyben hagyományosan a belső-erdélyi régiók és a partiumi régiók magyarsága református. A református székelyek inkább Maros és Kovászna megyében élnek (bár utóbbiban nem képeznek többséget), míg Hargita megye székelysége alapvetően katolikus.
A legnagyobb református közösség (157 046 fő) Maros megyében él. Itt a megye összlakosságának közel 31%-a református felekezetű (a magyar lakosság közel 70%-a). Ezt követi Bihar, Kolozs, Kovászna és Szatmár megye.
A magyar lakosság felekezeti hovatartozását tekintve a „legreformátusabb” megye mégis Szilágy, ahol a magyarok 85%-a református (a vidéki lakosság szinte kivétel nélkül ehhez a felekezethez kötődik hagyományosan).
A Kárpátokon túl, a Regátban nincsenek számottevő református közösségek. A moldvai csángók kivétel nélkül katolikusok (Moldvába el sem jutott a reformáció). Jelentékenyebb református közösségnek egyedül a főváros fentebb említett kétnyelvű reformátusságát tekinthetjük.
A reformátusok száma és aránya az erdélyi megyékben:
| Reformátusok Erdélyben: |                    |                          |                                                     |                            |                                                             |
| Megye                   | Reformátusok száma | A megye magyar lakossága | Reformátusok aránya a megye összlakosságát tekintve | Magyarok aránya a megyében | Reformátusok becsült aránya a megye magyar lakosságán belül |
| Maros*                  | 157 046            | 228 275                  | 30,9%                                               | 39,30%                     | 68,80%                                                      |
| Bihar*                  | 108 769            | 155 829                  | 18,12%                                              | 25,96%                     | 69,80%                                                      |
| Kolozs*                 | 86 811             | 122 301                  | 12,35%                                              | 17,4%                      | 70,98%                                                      |
| Kovászna                | 74 312             | 164 158                  | 33,4%                                               | 73,79%                     | 45,27%                                                      |
| Szatmár*                | 68 619             | 129 258                  | 18,68%                                              | 35,19%                     | 53,09%                                                      |
| Szilágy*                | 48 452             | 57 167                   | 23,04%                                              | 19,53%                     | 84,75%                                                      |
| Hargita                 | 41 269             | 276 038                  | 12,65%                                              | 84,61%                     | 14,95%                                                      |
| Máramaros               | 20 808             | 46 300                   | 4,08%                                               | 9,08%                      | 44,94%                                                      |
| Fehér*                  | 14 805             | 20 684                   | 3,86%                                               | 5,40%                      | 71,58%                                                      |
| Brassó                  | 14 489             | 50 956                   | 2,46%                                               | 8,65%                      | 28,43%                                                      |
| Beszterce-Naszód*       | 14 398             | 18 349                   | 4,62%                                               | 5,89%                      | 78,47%                                                      |
| Temes                   | 12 962             | 50 556                   | 1,91%                                               | 7,46%                      | 25,64%                                                      |
| Arad                    | 12 359             | 49 291                   | 2,67%                                               | 10,67%                     | 25,07%                                                      |
| Hunyad                  | 11 466             | 25 388                   | 2,36%                                               | 5,23%                      | 45,16%                                                      |
| Szeben*                 | 8 073              | 15 344                   | 1,91%                                               | 3,64%                      | 52,61%                                                      |
| Krassó-Szörény          | 1 755              | 5 824                    | 0,53%                                               | 1,75%%                     | 30,13%                                                      |

* Megyék, ahol a magyarságon belül a reformátusok vannak (abszolút vagy relatív) többségben.

A reformátusok száma és aránya a nagyobb magyar közösséget tömörítő erdélyi városokban:
| Reformátusok Erdély fontosabb városaiban |                    |                          |                                                     |                            |                                                             |
| Város                                    | Reformátusok száma | A város magyar lakossága | Reformátusok aránya a város összlakosságát tekintve | Magyarok aránya a városban | Reformátusok becsült aránya a város magyar lakosságán belül |
| Marosvásárhely*                          | 45 104             | 70 108                   | 30,06%                                              | 46,73%                     | 64,33%                                                      |
| Kolozsvár*                               | 38 779             | 60 287                   | 12,19%                                              | 18,96%                     | 64,32%                                                      |
| Nagyvárad*                               | 33 800             | 56 830                   | 12,35%                                              | 17,4%                      | 59,48%                                                      |
| Sepsiszentgyörgy*                        | 22 805             | 46 113                   | 37,06%                                              | 74,92%                     | 49,45%                                                      |
| Szatmárnémeti*                           | 22 475             | 45 298                   | 19,52%                                              | 39,34%                     | 49,62%                                                      |
| Székelyudvarhely                         | 11 138             | 35 357                   | 30,14%                                              | 95,69%                     | 31,50%                                                      |
| Zilah*                                   | 9 591              | 11 016                   | 15,24%                                              | 17,51%                     | 87,06%                                                      |
| Nagybánya                                | 9 576              | 20 466                   | 6,92%                                               | 14,84%                     | 46,78%                                                      |
| Nagyszalonta*                            | 9 241              | 10 335                   | 51,13%                                              | 57,18%                     | 89,41%                                                      |
| Brassó                                   | 7 193              | 23 176                   | 2,53%                                               | 8,14%                      | 31,04%                                                      |
| Temesvár                                 | 6 209              | 24 287                   | 1,95%                                               | 7,65%                      | 25,57%                                                      |
| Arad                                     | 5 406              | 22 492                   | 3,13%                                               | 13,01%                     | 24,03%                                                      |
| Nagykároly                               | 4 809              | 12 596                   | 20,74%                                              | 54,33%                     | 38,18%                                                      |
| Kézdivásárhely                           | 4 258              | 18 633                   | 20,78%                                              | 90,95%                     | 22,85%                                                      |
| Csíkszereda                              | 3 118              | 34 359                   | 7,41%                                               | 81,75%                     | 9,07%                                                       |
| Gyergyószentmiklós                       | 1 271              | 17 524                   | 6,35%                                               | 87,54%                     | 7,25%                                                       |

* Városok, ahol a magyarságon belül a reformátusok vannak (abszolút vagy relatív) többségben.

## Lásd még
- Románia vallási élete
- Erdélyi református egyházkerület
- Királyhágómelléki református egyházkerület
- Szatmári református egyházmegye
- Magyarországi Református Egyház
- Kálvinizmus
- Protestantizmus
- Reformáció
- A reformáció Magyarországon
- Református Egyházak Világszövetsége
- Református Egyházak Világközössége

Templomok, egyházközségek:
- Farkas utcai református templom
- Vártemplom (Marosvásárhely)
- Láncos templom (Szatmárnémeti)
- Kétágú templom (Kolozsvár)
- Kakasos templom (Kolozsvár)
- Kistemplom (Marosvásárhely)
- Református templom (Aranyosgerend)
- Református templom (Magyarlápos)
- Alsóvárosi református templom (Marosvásárhely)

Oktatási intézmények:
- Református kollégium (Kolozsvár)
- Szatmárnémeti Református Gimnázium
- Baczkamadarasi Kis Gergely Református Kollégium
- Bethlen Gábor Kollégium

Személyek:
- Erdélyi református püspökök listája
- Csiha Kálmán
- Tőkés László
- Kós Károly (építész)
- Szilágyi Éva
- Varga Attila